# Pyrenaria wuana
Pyrenaria wuana là một loài thực vật có hoa trong họ Theaceae. Loài này được (Hung T. Chang) S.X. Yang mô tả khoa học đầu tiên năm 2005.